# Учёный за рабочим столом
«Учёный за рабочим столом» (пол. Uczony przy pulpicie), или «Отец еврейской невесты» (пол. Ojciec żydowskiej narzeczonej) — картина в стиле барокко нидерландского художника Рембрандта, на которой изображён пожилой бородатый мужчина за рабочим столом с открытой книгой и пером в руке. Полотно написано в 1641 году и представляет собой живопись маслом на холсте размером 105,7×76,4 см. В настоящее время хранится в Королевском замке в Варшаве.

## История
В 1777 году Станислав Август Понятовский, польский король и великий князь литовский, приобрёл полотно, вместе с другой картиной Рембрандта — «Девушка в картинной рамке», из коллекции Эльжбеты Генриетты Марии Головкиной, дочери графа Фридриха Пауля фон Камеке, через торговца произведениями искусства Якуба Трибела. Первоначально монарх выставил обе картины во Лазенковском дворце в Варшаве. После его смерти полотна перешли во владение к Юзефу Понятовскому, который в 1813 году завещал их своей сестре Марии Терезе Понятовской. В 1815 году полотна приобрёл Казимеж Ржевский, который подарил их своей дочери Людвике Ржевской, сочетавшейся браком с Антонием Лянцкоронским. В 1902 году граф Кароль Лянцкоронский выставил картину во дворце в Вене вместе с другими полотнами из семейной коллекции эпохи Возрождения и барокко. Во время аннексии Австрии нацисты отобрали коллекцию у её владельца, но в 1947 году собрание вернули Лянцкоронским, которые сначала держали полотно в замке Хоэнемс в Форарльберге, а затем поместили его в банк в Швейцарии. В 1994 году «Учёный за рабочим столом» Рембрандта, представленный на выставке семейной коллекции Лянцкоронских в Королевском замке в Варшаве, был передан в дар этому замку Каролиной Лянцкорнской.
Полотно вместе с картиной «Девушка в картинной рамке» было тщательно исследовано под руководством Эрнста ван де Ветеринга, который в феврале 2006 года подтвердил, что оба произведения были написаны Рембрандтом. Затем картины были выставлены в доме-музее Рембрандта в Амстердаме и картинной галерее в Берлине в рамках выставки «Рембрандт. Поиски гения», посвященной четырёхсотлетию со дня рождения художника.

## Описание
На картине представлено поясное в три четверти изображение немолодого бородатого мужчины за рабочим столом и с пером в руке. На голове у мужчины чёрная шляпа. Одет он в серо-коричневый плащ с зеленоватым оттенком на темно-коричневом меху. На груди у него золотая цепь. Тема старых ученых и философов популярна в творчестве Рембрандта. Лицо человека на полотне имеет конкретные детали, такие, как бородавка на левой щеке и красный нос, что говорит о конкретной заказчике.
Картина написана на тополиной доске. Таким образом, картины Королевского замка являются двумя из пяти полотен, при написании которых Рембрандт или члены его мастерской использовали тополиные доски. Рембрандт, вероятно, приобрёл небольшую партию таких досок около 1639—1641 годов и экспериментировал с ними.